# Alepia martinicana
Alepia martinicana är en tvåvingeart som beskrevs av Wagner 1993. Alepia martinicana ingår i släktet Alepia och familjen fjärilsmyggor. Inga underarter finns listade i Catalogue of Life.